# Executive education
Executive education (z j. ang.: szkolenie pracowników na kierowniczych stanowiskach) – ogólna nazwa podyplomowych programów szkoleniowych dla przedsiębiorców i menedżerów. Programy executive education są prowadzone przez szkoły biznesu niektórych szkół wyższych.  W przeciwieństwie od studiów MBA programy te nie podlegają akredytacji, np. przez AMBA i są o wiele krótsze. Ukończenie studiów executive education poświadczone jest uzyskaniem dyplomu danej szkoły.

## Charakterystyka
W Polsce edukacja menedżerów kojarzy się głównie ze studiami MBA. Znacznie mniej rozwinięta jest oferta zaawansowanych szkoleń dla menedżerów, na czele z prestiżowymi AMP (Advanced Management Program), które na Zachodzie zdobywają coraz większą popularność, także ze względu na ich większą elastyczność, w tym krótszy czas trwania. Programy executive education dzielą się na:
- otwarte (Open Programs) – dla uczestników różnych firm.
- realizowane na zamówienie (Customized Programs) –  program dla kadry menedżerskiej konkretnej firmy[2].

W programach otwartych uczestniczą menedżerowie różnych firm. Zakres przerabianego materiału i czas trwania uzależniony jest od programu. Większość szkół biznesu wykorzystuje w swoich programach metodę case study.
Programy realizowane na zamówienie przeznaczone są dla kadry menedżerskiej konkretnych korporacyjnych klientów. 
Do programów typu executive education zaliczane są program "Advanced Management Program" (AMP) lub Program for Management Development (PMD) takich szkół jak: Columbia Business School, Harvard Business School, IESE Business School, IMD, INSEAD, London Business School, MIT Sloan School of Management czy Wharton School. Programy te obejmują zakres tak zwanego general management i podzielone są zwykle na kilka modułów.
Innym typem szkoleń executive education są programy Focused Programs, które związane z tematyką branżową poszczególnych sektorów przemysłu.
Do światowej czołówki szkół biznesu z zakresu executive education od kilku lat należą hiszpańska IESE Business School oraz szwajcarska IMD.
W latach 2022, 2023 i 2024 kształcenie kadry kierowniczej HEC Paris zajęło 1. miejsce na świecie według Financial Times.